# Artiom Tcheliadinski
Artiom Viktorovitch Tcheliadinski (en russe : Артём Викторович Челядинский) ou Artsiom Viktaravitch Tchaliadzinski (en biélorusse : Арцём Віктаравіч Чалядзінскі), né le 29 décembre 1977 à Minsk, est un footballeur biélorusse ayant évolué au poste de défenseur avant de se reconvertir comme entraîneur.